# Bandeira do Quirguistão

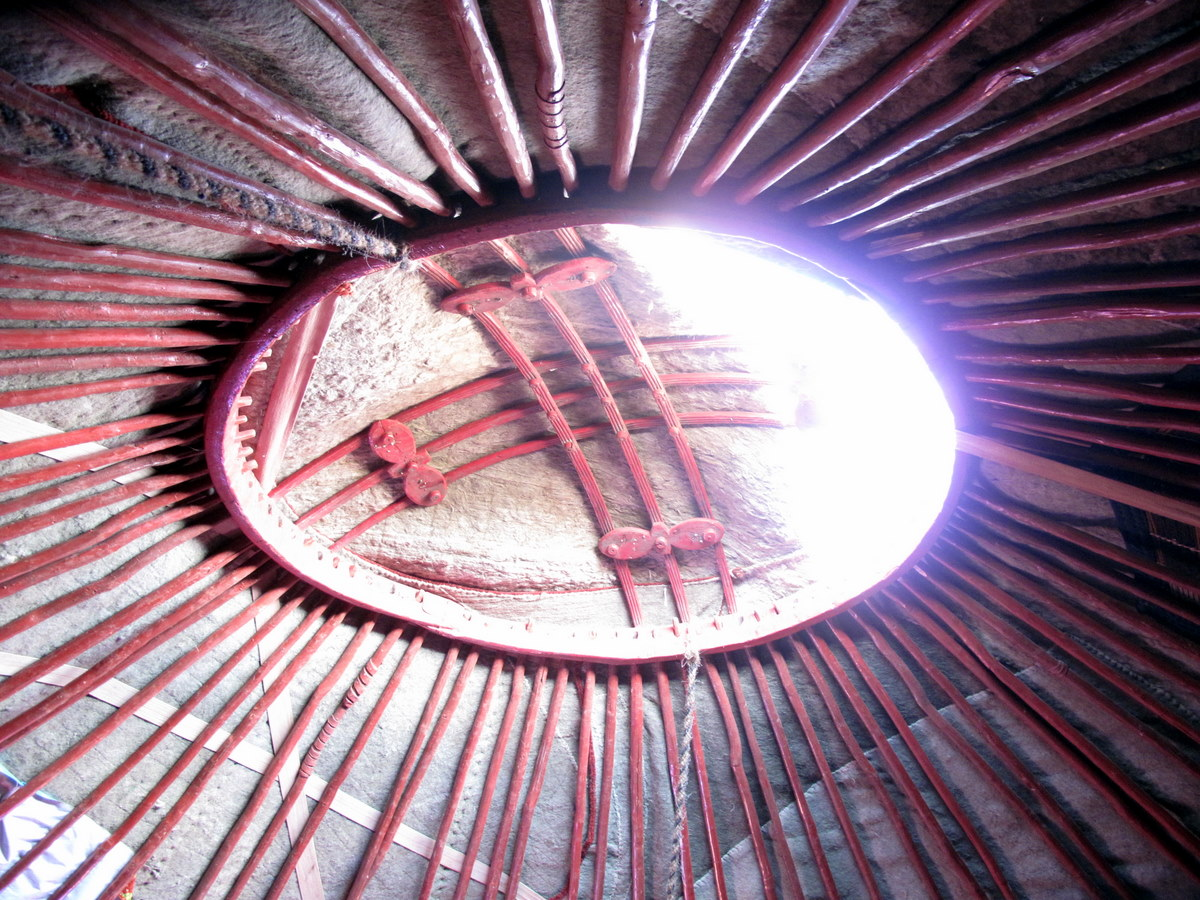
A vista interna do telhado de uma yurt do Quirguistão

A bandeira da República Quirguiz foi adotada em 3 de março de 1992. Ela possui um fundo vermelho com um sol amarelo em seu centro. Em 20 de dezembro de 2023 foi modificada para a versão atual, com raios retos.

## Descrição
A bandeira nacional da República do Quirguistão é um tecido retangular vermelho, no centro do qual há uma imagem de um disco solar redondo com raios dourados uniformemente divergentes (quarenta raios). Dentro do disco solar há uma imagem de uma yurt quirguiz vermelha.
A largura da bandeira nacional da República do Quirguistão é três quintos do seu comprimento. O diâmetro do disco radiante é três quintos da largura da bandeira nacional da República do Quirguistão. A proporção dos diâmetros dos discos solar e radiante é de três para cinco. O diâmetro do tunduk é metade do diâmetro do disco radiante. 

## Características
A bandeira consiste em um retângulo de proporção largura-comprimento de 3:5 de fundo vermelho com um sol dourado ao centro. O sol, por sua vez tem quarenta raios ondulados e é cruzado por seis linhas vermelhas.

## Simbologia

### Sol
O sol possui 40 raios, que representam cada uma das 40 tribos e dos 40 heróis quirguizes. No centro do sol, aparece um anel vermelho cortado por duas séries de três linhas representando o tradicional yurt, a casa do povo nômade.

### Vermelho
A cor vermelha é em homenagem a Manas, o Nobre, herói nacional do Quirguistão.

## Bandeiras históricas

Bandeira da República Socialista Soviética Quirguiz (1940-1952)
Bandeira da República Socialista Soviética Quirguiz (1952-1991)
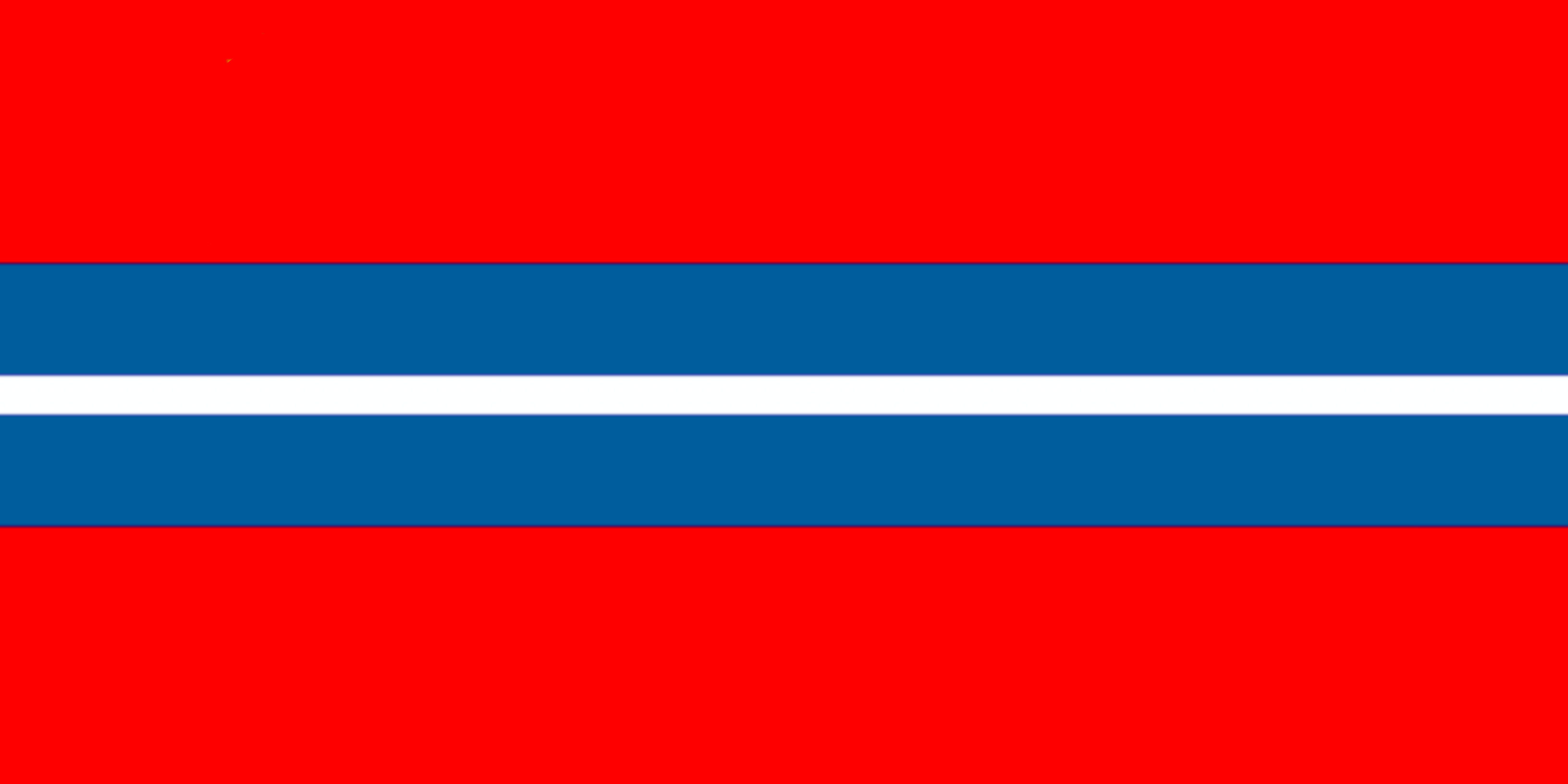
Bandeira da República Quirguiz (1991-1992)
Bandeira da República Quirguiz (1992-2023)